# Saint-Aubin-de-Lanquais
Saint-Aubin-de-Lanquais település Franciaországban, Dordogne megyében. Lakosainak száma 357 fő (2022. január 1.). Saint-Aubin-de-Lanquais Saint-Germain-et-Mons, Saint-Cernin-de-Labarde, Conne-de-Labarde, Saint-Nexans, Verdon, Faux-en-Périgord és Monmadalès községekkel határos.

## Népesség
A település népessége az elmúlt években az alábbi módon változott:
| Lakosok száma | 270  | 220  | 232  | 264  | 318  | 328  | 343  | 353  | 357  | 357  |
|               | 1968 | 1982 | 1990 | 2006 | 2013 | 2015 | 2017 | 2019 | 2020 | 2022 |